# Ceratolejeunea filaria
Ceratolejeunea filaria là một loài Rêu trong họ Lejeuneaceae. Loài này được Taylor ex Lehm. mô tả khoa học đầu tiên năm 1913.